# Тлахиако
Тлахиако (на испански: Tlaxiaco) е град в щата Оахака, южно Мексико. Населението му е около 40 000 души (2015).
Разположен е на 2041 метра надморска височина в Трансмексиканския вулканичен пояс, на 105 километра западно от Оахака де Хуарес и на 235 километра източно от Акапулко. Селището съществува от IV век пр. Хр. и е завзето от испанските конкистадори на Франсиско де Ороско през 1519 година. Днес то е център на земеделски район.

## Известни личности
Родени в Тлахиако
- Ялица Апарисио (р. 1993), актриса